# Метаантрацит
Метаантрацит (рос. метаантрацит, англ. metaanthracite, нім. Metaanthrazit m ) — антрацит на останній стадії вуглефікації. Завершальна ланка ряду напівантрацит → антрацит → метаантрацит. Rr ~5,5%, Vdaf<4.